# Ringer-Ozeanienmeisterschaften 1990
Die Ringer-Ozeanienmeisterschaften 1990 wurden um den 18. Mai 1990 in der neuseeländischen Stadt Auckland ausgetragen, gerungen wurde ausschließlich im Freistil. Erfolgreichste Nation bei der dritten Austragung der Kontinentalmeisterschaften war Australien.

## Ergebnisse
| Gewichtsklasse | Gold              | Silber          | Bronze              |
| -------------- | ----------------- | --------------- | ------------------- |
| bis 48 kg      | Cory O’Brien      | Gareth Mitchell | nur zwei Teilnehmer |
| bis 52 kg      | Shane Stannett    | David Blythe    | nur zwei Teilnehmer |
| bis 57 kg      | Leonhard Church   | Ross Tanner     | Marcus Coates       |
| bis 62 kg      | Omer Mijatovic    | Paul Kirkby     | Len Zaslavsky       |
| bis 68 kg      | Zsigmond Kelevitz | Musa Ilhan      | Trent Scott         |
| bis 74 kg      | Cris Brown        | Greg Steel      | Keith Kirkby        |
| bis 82 kg      | Philip Fox        | John Andrew     | Michael Conye       |
| bis 90 kg      | Neville Clark     | Alan Landy      | Nicholas Lane       |
| bis 100 kg     | Michael Lee       | Kerry Meehan    | nur zwei Teilnehmer |
| bis 130 kg     | Gavin Avery       | Andrew Renney   | Viliame Takayawa    |

## Medaillenspiegel
| Platz | Land       | Gold | Silber | Bronze | Gesamt |
| ----- | ---------- | ---- | ------ | ------ | ------ |
| 1.    | Australien | 6    | 6      | 1      | 13     |
| 2.    | Neuseeland | 4    | 4      | 5      | 13     |
| 3.    | Fidschi    | 0    | 0      | 1      | 1      |
| 4.    | Westsamoa  | 0    | 0      | 0      | 0      |